# Ангел Незалежності
Ангел Незалежності (ісп. El Ángel de la Independencia, офіційна назва Монумент Незалежності) — тріумфальна колона в Мехіко на проспекті Пасео-де-ла-Реформа, споруджена на честь перемоги Мексики у війні за незалежність.

## Опис

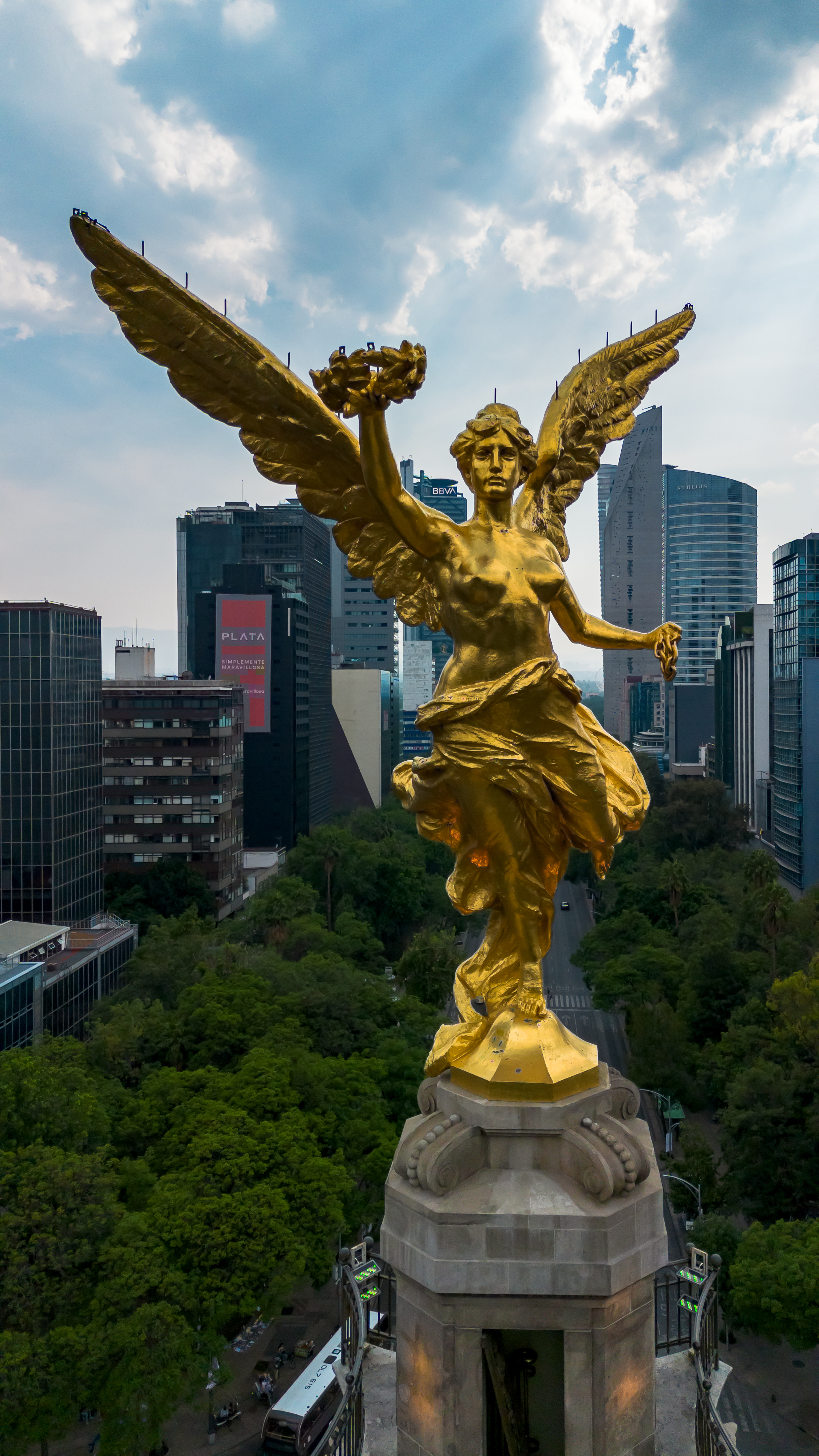
Богиня Ніка на вершині колони

Основою колони слугує чотирикутний постамент, у кожному куті якого розміщені бронзові скульптури, що символізують Закон, Війну, Правосуддя і Мир. Спершу сходи, які ведуть до постаменту, налічували 9 сходинок, проте через осідання ґрунту, було додано ще чотирнадцять сходинок. З головної сторони на постаменті розміщена бронзова скульптура велетенського лева, якого веде дитина. Тут також є надпис — «Національним героям незалежності» (ісп. La Nación a los Héroes de la Independencia). 
Біля підніжжя колони розташована група мармурових статуй героїв війни за незалежність. Висота колони становить 36 метрів, вона виготовлена зі сталі, облицьована каменем і декорована гірляндами, пальмами і кільцями з іменами діячів незалежності. Всередині колони є сходи, які налічують 200 сходинок і ведуть на оглядовий майданчик над капітеллю колони. Капітель коринфського ордеру прикрашена чотирма орлами з розкритими крилами, з герба Мексики того часу.
Вінчає колону статуя грецької богині перемоги Ніки (як й інші тріумфальні колони світу). Вона відлита з бронзи і покрита 24-каратним золотом (реставрованим у 2006 році), має висоту 6,7 метри і важить 7 тон. У правій руці Ангел, як часто називають статую, тримає над головою Мігеля Ідальго лавровий вінок — символ перемоги, а у лівій — розірвані ланцюги, що символізують свободу.

## Історія
Рішення щодо спорудження Монументу Незалежності було прийняте у 1902 році президентом Порфіріо Діасом. Роботи розпочались швидко, 2 січня 1902 року генерал Діас заклав у фундамент перший камінь разом з золотою скринею, що увічнювала здобуття незалежності, і серією монет, що карбувались у той період. Проте у травні 1906 році, побудований до висоти 25 м, монумент обвалився. Спеціально створена комісія встановила, що основа монументу була погано спроектована, тому було вирішено його демонтувати. Роботи розпочались наново під керівництвом комісії у складі двох інженерів і архітектора Manuel Gorozpe, який передав творчу роботу архітектору Antonio Rivas Mercado. Всі скульптури для монументу виготовив італієць Енріке Альчаті. Монумент був завершений у 1910 році до сторіччя Незалежності Мексики. У церемонії відкриття взяли участь президент Діас і декілька іноземних високопосадовців.